# Los Sims 4: Vampiros
Los Sims 4: Vampiros —en inglés: The Sims 4: Vampires— es el cuarto paquete de contenido de Los Sims 4. El paquete fue lanzado el 14 de enero de 2017 en la plataforma digital Origin. El tema del paquete está relacionado con la posibilidad de crear criaturas ocultas: vampiros y desarrollar sus habilidades sobrenaturales.

## Jugabilidad
El paquete del juego agrega una forma de vida sobrenatural a Los Sims 4, que puede crearse en el creador de personajes (CAS), o puede ser convertido a través de una mordida por otro vampiro. Los vampiros poseen una serie de poderes y debilidades sobrenaturales. Necesitan sangre para alimentarse, que pueden comprar en bolsas, comer fruta de plasma o morder a un sim. Los vampiros le temen al ajo, al sol y pueden quemarse vivos si están a la luz durante mucho tiempo. Un vampiro puede desarrollar habilidades únicas a cambio de puntos de experiencia, incluido el dominio de la magia, la transformación en murciélago, niebla, supervelocidad, encanto, enorme fuerza física, inmunidad a la luz solar, etc. Sin embargo, al adquirir nuevos poderes, el vampiro tendrá que elegir debilidades por sí mismo, por ejemplo, sed insaciable, incapacidad para comer alimentos de humanos, gran vulnerabilidad a la luz solar, etc. El vampiro tiene dos formas: normal y «oscura», que asume al consumir sangre y luchar. Ambos aspectos se pueden editar en el CAS. Tonos de piel especiales, colores de ojos únicos y marcas faciales también están disponibles para vampiros.
El pack agrega una nueva ciudad: Forgotten Hollow, es un pequeño valle en medio de las montañas, similar a los Montes Cárpatos. La ciudad es un refugio para los vampiros y está representada por dos familias. Forgotten Hollow se encuentra en una atmósfera oscura, donde la luz dura unas horas. Caminando por la zona, puede toparse con un cementerio o árboles de «frutas de plasma» que los vampiros pueden comer. El paquete también agrega una variedad de ropa y objetos oscuros de estilo clásico y gótico, así como dos habilidades: órgano y folclore vampírico, que permite a los sims cultivar frutas de plasma, crear collares de ajo, defenderse de los vampiros de varias maneras e incluso crear una poción que cura el vampirismo.

## Creación y lanzamiento
La inclusión de los vampiros e incluso la temática de magia fue una prioridad, ya que los vampiros son los más populares entre los fanáticos. La idea de crear un juego de vampiros comenzó mientras se trabajaba en Los Sims: Escapada gourmet, ya que los desarrolladores decidieron que el tema estaba «decidido» y además se decidió agregar nuevas características del juego relacionadas con vampiros que no estaban presentes en Los Sims. Posteriormente, el equipo decidió crear varios arquetipos de vampiros diferentes que no estaban antes en Los Sims 2 y Los Sims 3. Personalizar las habilidades y debilidades de los vampiros fue la tarea más difícil para los desarrolladores que querían asegurarse de que cada jugador pudiera crear el vampiro perfecto para sí mismo. Los desarrolladores buscaron asegurarse de que el jugador pudiera encarnar diferentes imágenes de vampiros, para lo cual el equipo se basó dos películas sobre vampiros, haciendo posible crear al «clásico y terrorífico» Drácula o al «lindo vampiro» Edward Cullen. Los desarrolladores explicaron su decisión de dedicar un paquete por separado sobre los vampiros  por el hecho de que si se incluyeran por defecto, recibirían no más que los vampiros de Los Sims 3: Criaturas sobrenaturales.
En septiembre de 2016, Ilan Eshkeri, el compositor de Los Sims 4, compartió la noticia de que estaba grabando música para algo «espeluznante». En diciembre del mismo año, después de una actualización en el juego base, los jugadores comenzaron a encontrar en el juego nuevas animaciones relacionadas con el comportamiento de los vampiros, la muerte por el sol e íconos temáticos. El paquete fue anunciado el 9 de enero de 2017. Los Sims 4: Vampiros se lanzó el 24 de enero de 2017 y estuvo disponible para su compra en línea a través de Origin.

## Banda sonora
| N.º | Título                 | Artista   | Duración |  |
| 1.  | «Under The Water»      | Aurora    | 4:18     |  |
| 2.  | «White Elephants Boom» | Cultfever | 3:42     |  |
| 3.  | «Floating»             | James Iha | 4:18     |  |
| 4.  | «Cold Blood»           | Valen     | 3:33     |  |
| 5.  | «Snakes»               | ZZ Ward   | 2:47     |  |

## Recepción
Según el sitio web PC Gamer, el paquete ocupó el cuarto lugar en la lista de «los mejores packs y expansiones» de Los Sims 4 de 2017. TheGamer nombró a «Vampiros» a partir de 2019 como el sexto mejor paquete del juego. Este fue el segundo paquete más jugado después de «Papás y mamás».
Los críticos en general han elogiado el nuevo juego, llamándolo único en el contexto de los juegos lanzados anteriormente. Por ejemplo, Bryan Ertmer de Gaming Trend apreció la capacidad de crear vampiros en el CAS, lo que te permite darle a una criatura cualquier apariencia; de un vampiro estereotipado a una persona aparentemente normal. El crítico calificó la introducción de la tabla de habilidades y debilidades como la principal ventaja del paquete y una práctica única, que, a la espera de Ertmer, seguirá aplicándose en relación con las criaturas mágicas. La necesidad de desarrollar habilidades vampíricas le dará al jugador una razón para pasar unas horas en el juego y luego estar orgulloso de sus resultados. El crítico también valoró la variedad de vestimentas y elementos de temática gótica, aunque cree que podría haber más. El nuevo mundo del juego también es interesante y encaja perfectamente en el tema oscuro de vampiros. Jerzy Daniłko de Eurogamer también elogió el juego y señaló que al permitir que un Sim elija habilidades y debilidades, permite un arquetipo de vampiro específico y deseable para el jugador. Por ejemplo, el jugador puede hacer que el vampiro se esfuerce por una vida diurna con la gente, pero al mismo tiempo su conciencia no le permitirá atacar a los personajes. Sin embargo, Daniłko consideró que el tamaño de la nueva ciudad, Frogotten Hollow, está «vacía».
El crítico de Areajugones también elogió la posibilidad de crear un vampiro con casi cualquier apariencia, y la creación de un vampiro en sí se divide en dos etapas; creación en el CAS y luego el desarrollo de sus habilidades específicas. Sin embargo, el crítico considera que el precio del paquete es injustificado, pero aconseja a todos los fanáticos de Los Sims 4 que tengan uno. El editor de la revista Oyungezer dejó una revisión discreta, calificando la temática del juego como fascinante, pero la extensión en sí misma proporciona una cantidad extremadamente pequeña de contenido que se puede probar en 4-5 horas, y el crítico también se sintió decepcionado por la ciudad que era demasiado pequeña.